# Hyppolite Loret
Hyppolite Loret (Dendermonde, Bèlgica, 1810 – París, 1881) va ser organista i constructor d'orgues.
Descendent d'una família d'orgueners, es dedicà amb èxit a aquesta indústria, de la qual repartí nombrosos instruments sortits dels seus tallers, per Bèlgica, Països Baixos, nord de França, París i encara per Amèrica. Ensems fou un hàbil organista.
En els últims anys de la seva vida passà a establir-se a París.
Era fill de Jean-Joseph Loret i germà de François-Bernard Loret, ambdós orgueners, i pare del famós organista i compositor Clement Loret.

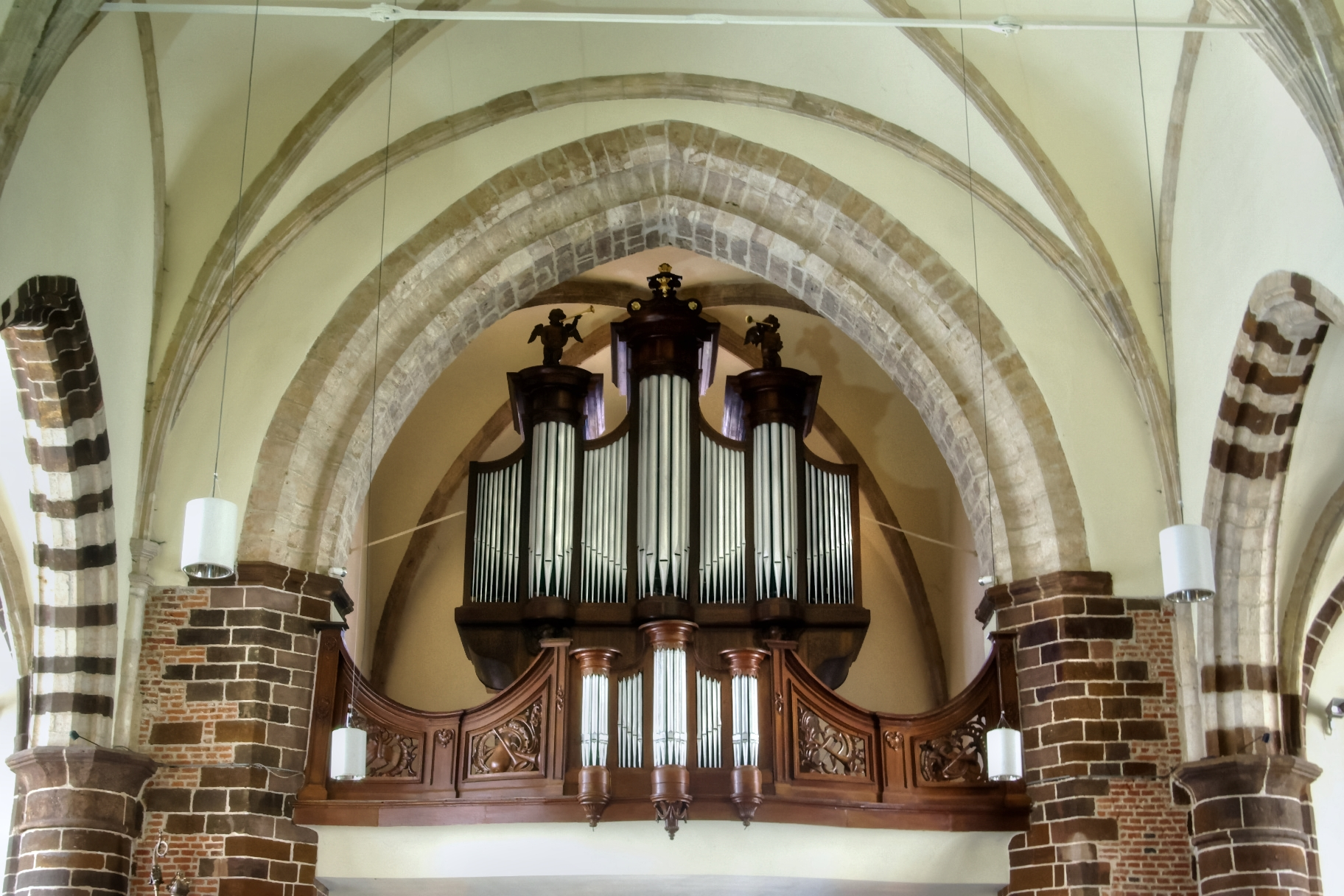
Wavre
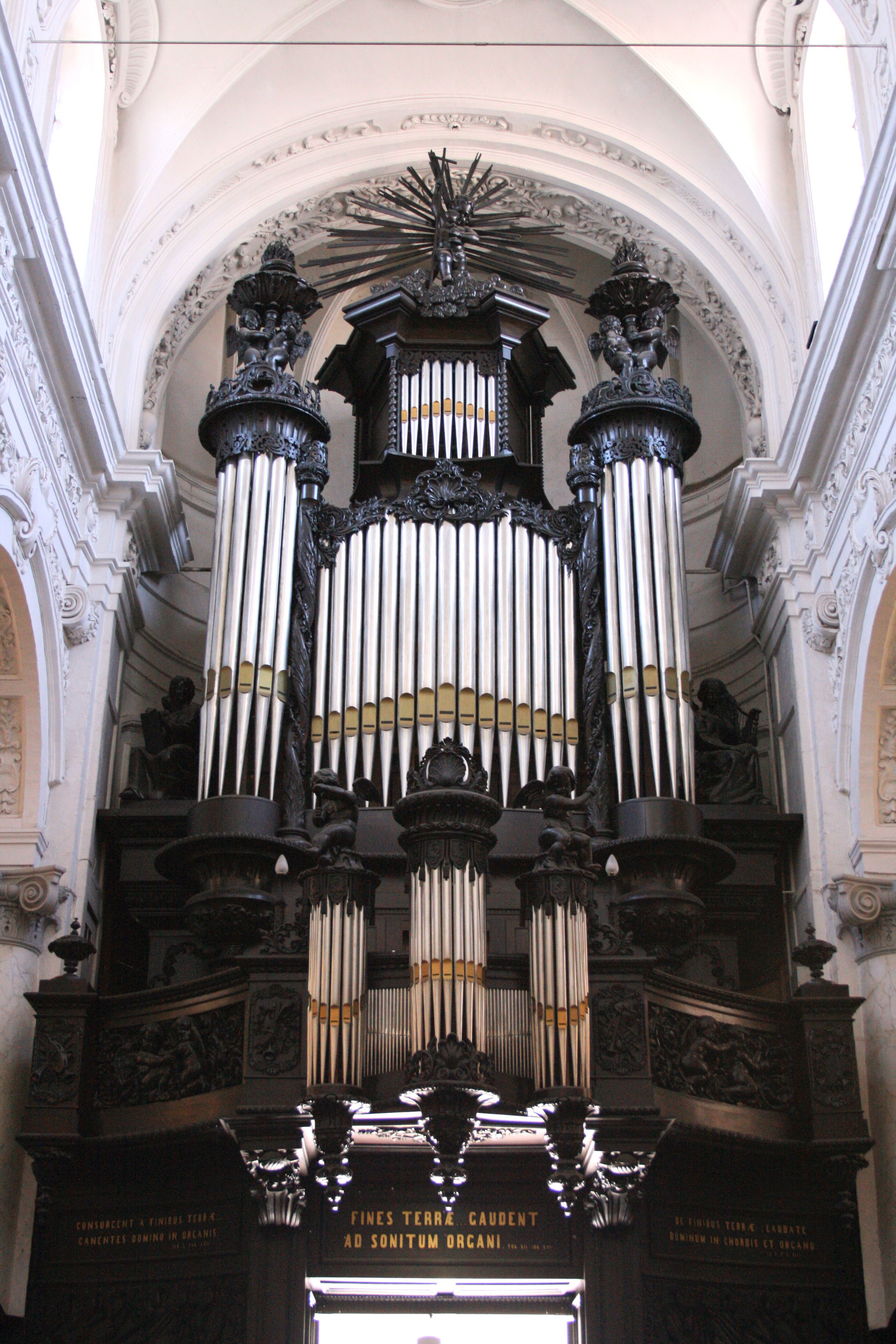
Finistère
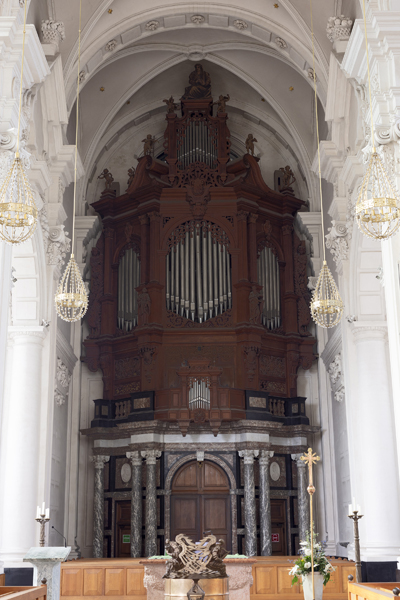
Averbode
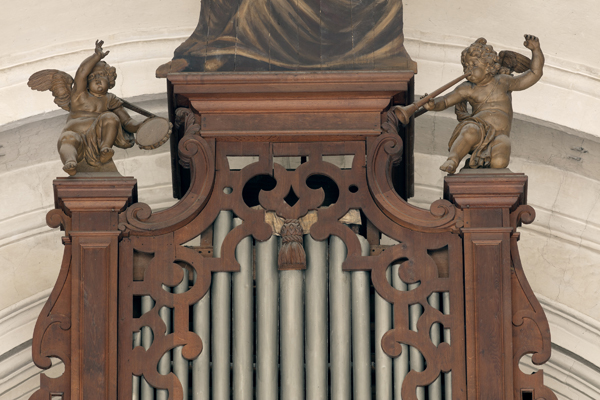
Averbode